# Bībī Kandī
Bībī Kandī (persiska: بی بی کندی, Bībī Kand, بيبی كَند) är en ort i Iran.   Den ligger i provinsen Västazarbaijan, i den nordvästra delen av landet, 500 km väster om huvudstaden Teheran. Bībī Kandī ligger 1 431 meter över havet och antalet invånare är 277.
Terrängen runt Bībī Kandī är huvudsakligen kuperad, men åt nordost är den platt.Runt Bībī Kandī är det ganska glesbefolkat, med 47 invånare per kvadratkilometer. Närmaste större samhälle är Shāhīn Dezh, 11,3 km öster om Bībī Kandī. Trakten runt Bībī Kandī består i huvudsak av gräsmarker.